# Oelwein
Oelwein è una città della contea di Fayette, Iowa, Stati Uniti. La popolazione era di 6 415 abitanti al censimento del 2010, una diminuzione del 4,1% rispetto al censimento del 2000. La più grande comunità della contea di Fayette, si trova all'incrocio tra le autostrade statali 3 e 150.

## Geografia fisica
Secondo lo United States Census Bureau, ha un'area totale di 4,86 mi² (12,59 km²).

## Storia
La città di Oelwein fu progettata in un campo di grano acquistato da Gustav Oelwein alla venuta della Burlington, Cedar Rapids and Minnesota Railroad (in seguito chiamata Rock Island) nel 1872. Alcuni anni dopo le due strade divisorie di Oelwein portavano il nome dei suoi figli, Frederick e Charles.
La città di Oelwein prende il nome dalla famiglia Oelwein, ma non erano i coloni originari della terra. Al contrario, è stato inserito da un professionista a Dubuque, che ha fatto il suo lavoro per entrare nella terra, aggiungere una buona tassa per il suo disturbo, oltre a un alto tasso di interesse, e quindi non consegnarlo all'uomo nel cui nome è stato registrato fino a quando è stato in grado di pagare il prezzo. L'attuale sito di Oelwein fu inserito nel 1852 da J. B. Burch. La frazione di Oelwein fu istituita nel 1873 e fu incorporata come città nel 1888, con il dottor Israel Pattison che divenne il suo primo sindaco. La città subì la sua battuta d'arresto principale nel 1887, quando quasi tutto il vecchio quartiere degli affari di Main Street (ora First Avenue SE) fu distrutto da un incendio. Nel 1890 il censimento diede alla popolazione 830 abitanti.
Nel gennaio 1892, Oelwein fu scelta per diventare il centro della Chicago Great Western Railway; la CGW ha reso la città il sito della loro locomotiva e officina di riparazione auto. La liquidazione della terra per i negozi ebbe inizio nel giugno del 1894. I negozi furono completati e messi in funzione nel maggio 1899. Così, Oelwein divenne nota come "Shop City" e in seguito "Hub City" a causa delle linee ferroviarie che arrivavano in città e i negozi di riparazioni qui.
Nel 1895 la popolazione era aumentata a 1 928 abitanti, e nel 1897 Oelwein fu incorporata come città. Nel 1900, Oelwein aveva 5 142 persone entro i confini della città, di cui 789 nati all'estero. Oelwein era una delle poche città dell'Iowa a sperimentare un afflusso di immigrati italiani che lavoravano nel settore ferroviario. Nel 1910, la popolazione era di 6 028 abitanti, e nel 1940, di 7 801 abitanti.
Nel 1968, la città subì un'altra battuta d'arresto quando un tornado attraversò il principale quartiere degli affari. 68 case furono distrutte, tra cui alcuni danni di categoria F5, 132 hanno subito danni maggiori e 600 hanno subito meno danni. Ogni azienda del distretto ha subito danni, tra cui 51 che sono state distrutte. Due chiese, una scuola elementare e una scuola media furono distrutte. Anche nella vicina Maynard è stato fatto un danno estensivo. Lungo il percorso, 5 persone sono morte (una a Oelwein), 156 sono rimaste ferite e 21 milioni di dollari (18 milioni di dollari a Oelwein) sono stati danneggiati, inflazionati oggi a 130,4 milioni di dollari.
Oelwein rimase una "città ferroviaria" fino all'inizio degli anni 1980, quando la maggior parte dei binari ferroviari verso est, nord e poi ovest furono abbandonati. La Transco Railway Products esiste oggi a Oelwein. Questa azienda impiega circa 70 persone che riparano vagoni ferroviari. I dipendenti della Transco donarono il loro tempo per ristrutturare una locomotiva Diesel EMD FP7 della Chicago Great Western esposta vicino all'Hub City Heritage Museum, 26 2nd Avenue SW, il museo dei cimeli della ferrovia.

## Società

### Evoluzione demografica
Secondo il censimento del 2010, la popolazione era di 6 415 abitanti.

### Etnie e minoranze straniere
Secondo il censimento del 2010, la composizione etnica della città era formata dal 96,1% di bianchi, lo 0,9% di afroamericani, lo 0,1% di nativi americani, lo 0,6% di asiatici, lo 0,1% di oceanici, lo 0,6% di altre razze, e l'1,6% di due o più etnie. Ispanici o latinos di qualunque razza erano il 2,9% della popolazione.